# Werner Hechberger
Werner Hechberger (* 15. März 1963 in Passau) ist ein deutscher Historiker. Er lehrt als Professor für mittelalterliche Geschichte und deren Didaktik an der Universität Koblenz.
Werner Hechberger studierte von 1983 bis 1989 Mittelalterliche und Neue Geschichte, Politikwissenschaft und Soziologie an der Universität Passau und an der FU Berlin. Von 1987 bis 1990 arbeitete er unter Peter Steinbach an Projekten der Gedenkstätte Deutscher Widerstand mit. Von 1992 bis 2002 war er Assistent von Egon Boshof an der Universität Passau. In dieser Zeit arbeitete er für das DFG-Projekt „Edition der Regesten und Urkunden der Bischöfe von Passau“ und war an der Edition der Inschriften der Stadt Passau im Rahmen des Projekts „Die Deutschen Inschriften“ beteiligt. Im Jahr 1994 wurde er bei Boshof summa cum laude promoviert. Die Dissertation Staufer und Welfen 1125–1190. Zur Verwendung von Theorien in der Geschichtswissenschaft wurde mit dem Kulturpreis Ostbayern ausgezeichnet. 2003 erfolgten die Habilitation und die Erteilung der Lehrbefugnis für Mittelalterliche Geschichte und Historische Hilfswissenschaften. Von 2004 bis 2007 war Hechberger Oberassistent bei Franz-Reiner Erkens an der Universität Passau. Im Jahr 2008 nahm er einen Ruf auf die W3-Professur für Mittelalterliche Geschichte und ihre Didaktik an der Universität Koblenz-Landau an.
Seine Forschungsschwerpunkte sind der Adel, die Ministerialität und das Rittertum im Mittelalter, die politische Geschichte des hohen Mittelalters, theoretische Probleme der Geschichtswissenschaft sowie die Erforschung von Geschichtsbildern. In seiner Dissertation konnte Hechberger nachweisen, dass die Vorstellung von einem staufisch-welfischen Gegensatz im 12. Jahrhundert nicht zeitgenössisch war, sondern ein modernes Forschungskonstrukt ist. In seiner Habilitationsschrift bot er eine kritische Gesamtdarstellung der Forschungen zum mittelalterlichen Adel. Es geht ihm in dieser Studie darum, „Grundsatzfragen wissenschaftlicher Arbeit anhand einer Analyse der Forschungsgeschichte anzusprechen und zu erörtern.“ Auf der Basis dieser Arbeit verfasste er für die Enzyklopädie Deutscher Geschichte den Band Adel, Ministerialität und Rittertum im Mittelalter. Hechberger gab 2009 mit Florian Schuller die Beiträge einer Münchner Tagung der Katholischen Akademie in Bayern vom Februar 2008 über die Staufer und Welfen heraus.

## Schriften (Auswahl)
Monografien
- Adel, Ministerialität und Rittertum im Mittelalter (= Enzyklopädie deutscher Geschichte. Band 72). Oldenbourg, München 2004, 2. Auflage 2010, ISBN 978-3-486-59758-5.
- Adel im fränkisch-deutschen Mittelalter. Zur Anatomie eines Forschungsproblems (= Mittelalter-Forschungen. Band 17). Thorbecke, Ostfildern 2005, ISBN 3-7995-4268-X (Digitalisat).
- Staufer und Welfen 1125–1190. Zur Verwendung von Theorien in der Geschichtswissenschaft (= Passauer historische Forschungen. Band 10). Böhlau, Köln u. a. 1996, ISBN 3-412-16895-5.

Herausgeberschaften
- mit Florian Schuller: Staufer & Welfen. Zwei rivalisierende Dynastien im Hochmittelalter (= Themen der Katholischen Akademie in Bayern). Pustet, Regensburg 2009, ISBN 978-3-7917-2168-2.